# Zeda Tmogvi

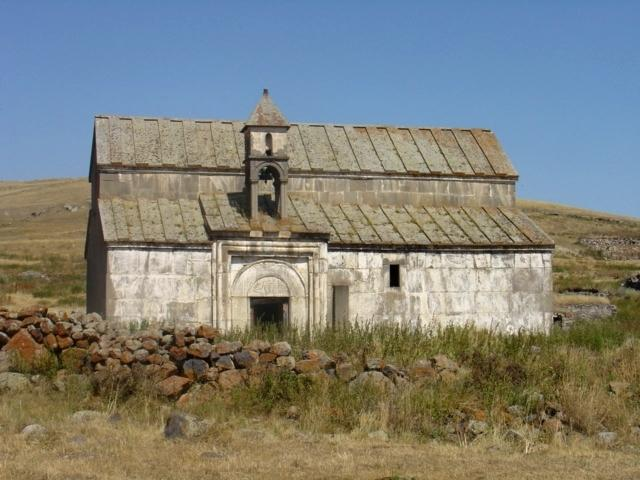
Zeda Tmogvi

Zeda Tmogvi (em georgiano:  ზედა თმოგვი) é uma igreja cristã medieval localizada na região histórica de Javaquécia (agora parte do município de Aspindza), na Geórgia. O edifício existente é uma basílica  de três naves, construída durante o reinado de Pancrácio IV da Geórgia (1027-1072), no lugar de uma igreja anterior. Suas fachadas contêm várias inscrições georgianas contemporâneas, que mencionam pessoas históricas da época. Está inscrita na lista de monumentos culturais de importância nacional da Geórgia.

## História
Zeda Tmogvi, isto é, "Tmogvi superior", está localizada no platô entre a fortaleza de Tmogvi e o complexo da caverna de Vardzia, cerca de 3 km ao norte da última. A igreja está no meio de um assentamento, que foi deixado em ruínas e deteriorado após a deportação de aldeões muçulmanos pela União Soviética em 1944. Não foi estudada arqueologicamente. Achados ocasionais incluem fragmentos de cerâmica polida a preto da Idade do Bronze e lascas de obsidiana. Há também uma série de câmaras de pedra subterrâneas nas proximidades. O topônimo Zeda Tmogvi foi mencionado pela primeira vez em um documento fiscal otomano de 1595 e em uma crônica georgiana do século XVIII que narra os eventos de 1576 em Samtskhe.

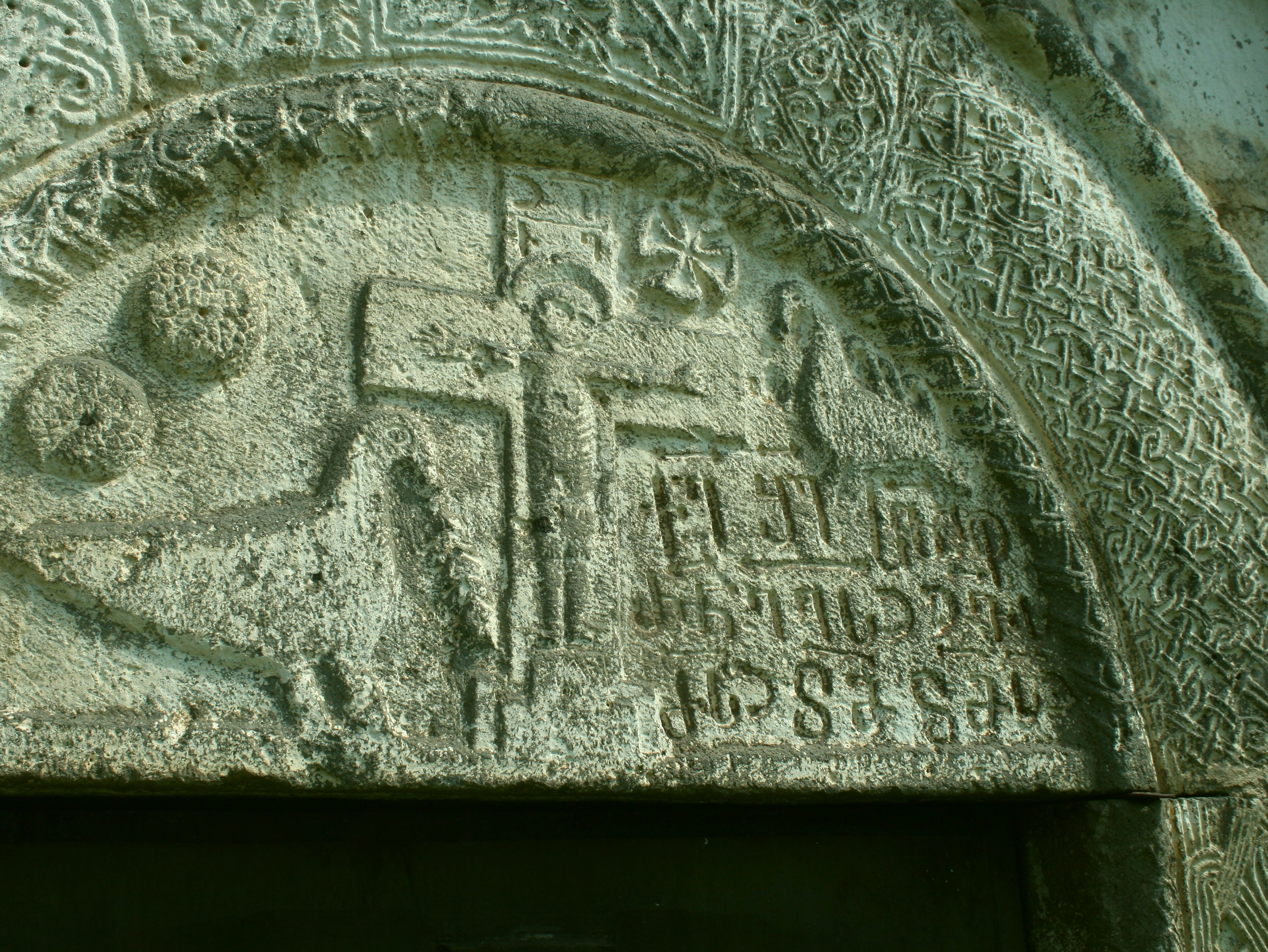
Ornamentação e inscrição na fachada sul da igreja.

Foi construída no último quartel do século XI, mas parece ter sido reformado desde então. É uma basílica de três naves construída com blocos de basalto cuidadosamente esculpidos e coberta com lajes de pedra. A nave central é mais alta e maior que a lateral, da qual é separada, de cada lado, por um arco sustentado por um par de colunas. A parede norte incorpora uma estrutura mais antiga: a parede sul de uma pequena igreja-salão dos séculos VIII- IX com uma porta de entrada. A fachada sul possui um portal, localizado dentro de uma moldura retangular e adornado com alvenaria e inscrições decorativas. Dois nichos em arco são recuados e três janelas com molduras ornamentadas são cortadas na fachada leste.